# TIJUANA BROOKS
| TIJUANA BROOKS | TIJUANA BROOKS                      |
| -------------- | ----------------------------------- |
| 出身地         | 日本                                |
| ジャンル       | スカパンク・オイ!(0i!)              |
| 活動期間       | 1998年-                             |
| レーベル       | Diw Phalanx Records                 |
| 公式サイト     | http://neosendai.com                |
| メンバー       | THE HIDEKI（ボーカル/トロンボーン） |
| メンバー       | KINJØ（テナーサックス）             |
| メンバー       | Keiichi（ギター）                   |
| メンバー       | Michael（ベース）                   |
| メンバー       | Aoki（トランペット）                |
| メンバー       | Butsch/ブッチ（ドラムス）           |

TIJUANA BROOKS（ティファナブルックス）は、1998年に宮城県仙台市で結成された日本のスカバンドである。
オイ!(Oi!)とSkaを融合させた音楽を基調とし、地元での新たな価値や音楽シーンを創造すべく、サブネームとしてNEO SENDAI（ネオセンダイ）を標榜する。

## メンバー
- THE HIDEKI（ボーカル/トロンボーン）結成時のオリジナルメンバー。作詞、作曲担当。結成時から七三分けのスタイルを保持しているが、COBRAの影響を強く受けている。歌い方やそのダミ声が特徴的。
- KINJØ（テナーサックス）結成時のオリジナルメンバー。作曲の他、対外的な広報活動やグッズ作成、ステージングなどプロデューサーとして全般的なクリエイティブ部門を担う。
- Keiichi（ギター）結成時のオリジナルメンバー。オリジナルメンバーとは高校時代の同級生であり、当時はTHE HIDEKI、Aokiと別のバンドをやっていた。2018年に脱退をしたが、2023年4月のライブにおいて電撃的な復帰を果たした。彼の力強く洗練されたギタープレイはTIJUANA BROOKSの楽曲に見られる特徴の一つである。
- Michael（ベース）2021年加入。アメリカカリフォルニア州出身。ex Bloody Phoenix, ex High Tension, ex GAK。高校時代、カリフォルニアでTIJUANA BROOKSのカヴァーバンドをやっていた経歴を持つ。ハードコアバンドでは力強いプレイを見せるが、SKAのベースに特徴づけられる動きのある繊細なベースラインにも定評がある。
- Aoki（トランペット）　結成時のオリジナルメンバー。高校時代はTHE HIDEKIと別のバンドをやっており、その時はギターを担当していた。Punkやハードコアに造詣が深い。
- Butsch/ブッチ（ドラムス）結成時のオリジナルメンバー。力強いドラムプレイは同業者からの評価も高い。BOØWYの熱狂的なファンとして知られる。

## かつてのメンバー
- Genshin（ベース）　2008年脱退。結成時のオリジナルメンバーで、初期はバンドプロデュースや数多くの楽曲を手がけた。
- Jun（ベース）　　   2021年脱退。2代目ベース。地元仙台でSKAバンドを結成していたが、Genshin脱退後、THE HIDEKIに半ば強引に引き抜かれ加入。力強いプレイが特徴。
- Yu（ドラムス）    　一時脱退したButschの穴埋めをしバンド存続のサポートをした。
- Teraguchi（トランペット） ex Chunk Power。黎明期のバンドをその高い演奏力で支えた。
- イイカワケン（トランペット）ex LONG SHOT PARTY 現 HEY-SMITH
- Ryo （ギター）　2019年加入、2022年脱退。２代目ギター。Tomato Jellyの元ギターであり、オリジナルメンバーとは20年来年の付き合いである。Keiichiが脱退したタイミングで加入をし、そのキャラクターと自身でレーベルを運営した経験から、Tijuana Brooksのライブのあり方において様々な新しいアイデアでプロデュースを行った。

## 来歴
1998年結成。当時アメリカに留学中だったTHE HIDEKIがSKA全盛期のアメリカ音楽に触発され、高校の後輩であり、音楽仲間であるGenshinに国際電話を掛けたのが始まりである。高校時代に一緒にバンドをやっていたKeiichi、KINJØ、Aokiと、Genshinの友人であったBustchと後輩のイイカワケンを中心に結成される。
バンド名の由来であるTijuanaはメキシコとアメリカの国境にある街で、その雰囲気に魅せられたTHE HIDEKIが、メンバーひとりひとりを小川(Brook）にたとえ、いずれそれらが合流して大きな流れを形成することを期待して命名したものである。
初ライブは1998年8月15日、仙台Club MaCaNa。
2002年Diwphalanx Recordsよりファーストアルバム「Howling At the Moon」をリリース。全国主要都市でツアーを敢行する。
イイカワケンがLONG SHOT PARTYの活動に専念するため脱退。
Teraguchiが脱退。
2004年に同レーベルよりセカンドアルバム「Boncrats!!」をリリース。（Boncratsはマヌケを意味する「ぼんくら」と「〜の一員」を表す英語の接尾辞「crats」に由来する造語である。）
その後、メンバーが影響を受けたCOBRAやレピッシュ、COLTSなどのバンドとの共演を果たす。
2008年にオリジナルメンバーの一人であるGenshinが脱退する。求心力を失いかけたバンドは一時休止を余儀なくされた。この時期THE HIDEKIがボーカル/ベースを務め、別形態のバンド「The Commuters」（通称コミュ太）が結成される。
オリジナルメンバーのBustchが脱退。（その後復帰）
同じ仙台でSKAバンドをやっていたJunとYuを引き抜き、TIJUANA BROOKSとしての活動を再開する。
Bustchが復帰する（Yuが入れ替わりで脱退）。
2018年Diwphalanx Recordsより、14年ぶりとなるサードアルバム「Our Struggle〜オレタチの斗争〜」をリリースする。
時を同じくして、オリジナルメンバーとして活動を支えてきたKeiichiが2018年12月のライブをもって脱退する。（この時に会場にたまたま足を運んでいたのが、当時仙台に転勤で来たばかりのRyoであった。）
2019年Ryoが加入する。
2021年Junが脱退し、Michaelが加入する。
2022年Ryoが脱退する。
2023年オリジナルメンバーのKeiichiが元々KeiichiのファンであったベースのMichaelやオリジナルメンバー達の熱烈なラブコールを受けて2023年4月のライブで電撃的に復帰をする。

## ディスコグラフィ
アルバム
『Howling At the Moon』（2002年3月22日）Diwphalanx Records px-078
『Boncrats!!』（2004年6月23日）Diwphalanx Records px-118
『Our Struggle〜オレタチノ斗争』（2018年9月19日）Diwphalanx Records px-338
コンピレーション
- STEP AND BEAT Vol.3 （2001年4月7日）
- SKA BOWL（2001年6月30日）
- THE ORCHARD（2004年）
- SKANKIN' BEATLES(RED)～ALL YOU NEED IS SKA～ （2007年1月24日）
- LISTEN TO SDC（2021年9月5日）

MV
- 「Stoned Out!」（2018年9月）

## 歌詞
「全世界へ向けて」メッセージを発信すべく、英詞で書かれており（アメリカ在住経験があるTHE HIDEKIが担当）、同時に日本語訳にも注力している。
「 Howling At the Moon」や「 Outburst」のように人生の悲哀や愁苦などを謳う一方で、
「 Boncrats!!」「 Just A  Crowd」のようにビールや音楽といったアイテムワードを用い、歓喜を謳う曲もある。
また、一人のアスリートが敗北から立ち上がるストーリーを描く「 Boxer」や生ける屍が跋扈（ばっこ）する終末の世界を描いた「 Last 2  Alive」など物語をテーマにしたものなどもある。
「英詞＝ファッション、さにあらず」（ THE HIDEKI）
“一人ひとりに意味をもたらすメッセージを、万人が理解できる言葉で、インパクトのある旋律に乗せて伝える”ことを信条としている。
日本語詞への挑戦
2021年9月5日、SENDAI BIRDLANDからリリースされたコンピレーションアルバム「LISTEN TO SDC」に収録された新曲「カザグルマ」は大正の時代をモチーフに人生を咲き乱れ散りゆく花や法螺に例え、その儚さを歌う初の日本語詞の曲となった。
カザグルマ
月の夜は徒らに
朧げな影作りだす
ひらりと垂る蜘蛛の糸
夜露ひとすじ伝う
風の流れ抗えば
うたかたの夢消え失す
水面に沈く空蝉　
儚き夜のモメンタム
咲きすさぶ花　傍らに見れども
風吹かば　上の空
降り頻るほうら　散々土に見ゆるも
ただ見送ることばかり　
切なき世　ことわりの中で
咲きすさぶ花　傍に見れども
風吹かば　上の空
舞浮かぶ咎　彼方に見ゆる夜
たまゆらの花の虚
土に還る法螺よ 
消え惑う泡沫を
ただ見送ることばかり　
切なき世　ことわりの中で

Words&Song by THE HIDEKI
Copyright By TIJUANA BROOKS